# 珍妮佛·格尔蒂伊斯
珍妮佛·格尔蒂伊斯（1994年4月5日—），德國女子排球運動員，司職主攻。現時效力於意超豪門科內利亞諾女排俱樂部。
她是德國國家女子排球隊隊員。她代表德國出戰2013年歐洲女子排球聯賽奪得銀牌。
2019年12月8日，她代表科内利亚诺女排俱乐部夺得2019年世界女排俱乐部锦标赛冠军。

## 簡介
10岁时在SCU Emlichheim俱乐部开始了排球运动生涯。2009/10赛季，该俱乐部球队在德国排球次级联赛获得第四名。随后，加盟顶级联赛的柏林奥林匹亚排球俱乐部队。
2010年入选德国U18青年女排，获得了2011年在安卡拉举办的欧洲青年女排锦标赛第4名。 随后在世界青年女排锦标赛获得第5名。
2013年欧洲女子排球联赛随德国女排获得冠军。2013年欧洲女子排球锦标赛亚军。2013年世界女排大奖赛第11名。
2014年3月2日，随俱乐部队获得了德国杯冠军。2014年9月-10月作为德国女排主力队员，参加了2014年世界女子排球锦标赛获得第9名。
2019年12月8日，代表科内利亚诺女排俱乐部夺得2019年世界女排俱乐部锦标赛冠军。

## 獎項

### 國家隊
- 2013年歐洲女子排球聯賽： - 金牌

### 俱乐部
- 2019年世界女排俱乐部锦标赛： - 金牌（ 科內利亞諾女排俱樂部）